# 第11回ニューヨーク映画批評家オンライン賞
11th NYFCO Awards

2011年12月11日

作品賞: 

 The Artist 
第11回ニューヨーク映画批評家オンライン賞（だい11かいニューヨークえいがひひょうかオンラインしょう）は、2011年の映画に贈られる賞で、2011年12月11日に発表された。

## 受賞一覧
- 主演男優賞:
  - マイケル・シャノン - 『テイク・シェルター』

- 主演女優賞:
  - メリル・ストリープ - 『マーガレット・サッチャー 鉄の女の涙』

- アニメ映画賞:
  - 『タンタンの冒険/ユニコーン号の秘密』

- キャスト賞:
  - 『ブライズメイズ 史上最悪のウェディングプラン』

- 撮影賞:
  - 『ツリー・オブ・ライフ』 - エマニュエル・ルベツキ

- 新人監督賞:
  - ジョー・コーニッシュ - 『アタック・ザ・ブロック』

- 監督賞:
  - ミシェル・アザナヴィシウス - 『アーティスト』

- ドキュメンタリー映画賞:
  - 『世界最古の洞窟壁画3D 忘れられた夢の記憶』

- 作品賞:
  - 『アーティスト』

- 音楽賞:
  - 『アーティスト』 - ルドヴィック・ブールス

- 外国語映画賞:
  - 『別離』 •  イラン

- 脚本賞:
  - 『ファミリー・ツリー』 - ナット・ファクソン、ジム・ラッシュ、アレクサンダー・ペイン

- 助演男優賞:
  - アルバート・ブルックス - 『ドライヴ』

- 助演女優賞:
  - メリッサ・マッカーシー - 『ブライズメイズ 史上最悪のウェディングプラン』

- ブレイクスルー演技賞:
  - ジェシカ・チャステイン - 『ツリー・オブ・ライフ』、『ヘルプ 〜心がつなぐストーリー〜』、『ペイド・バック』、『テイク・シェルター』、『キリング・フィールズ 失踪地帯』、『英雄の証明』